# Goenycta niveiguttata
Goenycta niveiguttata är en fjärilsart som beskrevs av George Francis Hampson 1902. Goenycta niveiguttata ingår i släktet Goenycta och familjen nattflyn. Inga underarter finns listade i Catalogue of Life.